# Basket Team Crema 2019-2020
Questa voce raccoglie le informazioni riguardanti il Basket Team Crema nelle competizioni ufficiali della stagione 2019-2020.

## Stagione
Il Basket Team Crema, sponsorizzato dalla Parking Graf, ha partecipato alla Serie A2 per la tredicesima volta, l'ottava consecutiva.
La squadra acquisiva, con un turno di anticipo rispetto al termine del girone d'andata, il diritto a partecipare alla Coppia Italia di serie A2 2019/2020.

## Verdetti stagionali
Competizioni nazionali
- Serie A2: il campionato veniva sospeso nel mese di aprile 2020 per il sopravvento dell'emergenza sanitaria dovuta alla pandemia di COVID-19[2]; alla sospensione il Basket Team Crema si trovava al secondo posto dietro l'Akronos Moncalieri.
- Coppa Italia di Serie A2: vince in finale contro l'Alpo Basket '99.

### Classifica al momento della sospensione
|  | Pos. | Squadra                              | Pt. | G  | V  | P  | PtF  | PtS  | Dif. |
|  | ---- | ------------------------------------ | --- | -- | -- | -- | ---- | ---- | ---- |
|  | 1.   | Akronos Tech Moncalieri              | 38  | 21 | 19 | 2  | 1381 | 1024 |      |
|  | 2.   | Parking Graf Crema                   | 34  | 20 | 17 | 3  | 1213 | 1051 |      |
|  | 3.   | Ecodent Point Alpo Villafranca       | 30  | 19 | 15 | 4  | 1188 | 1008 |      |
|  | 4.   | BCB Bolzano                          | 26  | 20 | 13 | 7  | 1121 | 1180 |      |
|  | 5.   | Basket Carugate                      | 24  | 19 | 12 | 7  | 1043 | 1037 |      |
|  | 6.   | Autosped Castelnuovo Scrivia         | 24  | 21 | 12 | 9  | 1280 | 1243 |      |
|  | 7.   | Il Ponte Casa d'Aste Milano          | 20  | 20 | 10 | 10 | 1245 | 1200 |      |
|  | 8.   | Fanola Onetech San Martino di Lupari | 20  | 20 | 10 | 10 | 1178 | 1210 |      |
|  | 9.   | Fassi Edelweiss Albino               | 18  | 20 | 9  | 11 | 1145 | 1221 |      |
|  | 10.  | Delser Crich Udine                   | 18  | 21 | 9  | 12 | 1133 | 1186 |      |
|  | 11.  | Basket Sarcedo                       | 18  | 22 | 9  | 13 | 1260 | 1348 |      |
|  | 12.  | San Giorgio Mantovagricoltura        | 14  | 21 | 7  | 14 | 1224 | 1408 |      |
|  | 13.  | Ponzano Basket                       | 12  | 20 | 6  | 14 | 1272 | 1345 |      |
|  | 14.  | Giants Basket Marghera               | 6   | 20 | 3  | 17 | 1115 | 1277 |      |
|  | 15.  | VelcoFin Interlocks Vicenza          | 2   | 20 | 1  | 19 | 1189 | 1349 |      |

## Rosa
|    | Naz.                | Ruolo | Sportivo             | Anno | Alt. |  |  |
| -- | ------------------- | ----- | -------------------- | ---- | ---- |  |  |
| 11 | Italia (bandiera)   | G     | Paola Caccialanza    | 1989 | 172  |  |  |
| 8  | Italia (bandiera)   | G     | Martina Capoferri    | 1991 | 174  |  |  |
| 13 | Italia (bandiera)   | C     | Gilda Cerri          | 1990 | 185  |  |  |
| 14 | Italia (bandiera)   | G     | Sara Degli Agosti    | 2000 | 171  |  |  |
| 21 | Italia (bandiera)   | G     | Elisa Maria Guerrini | 2003 | 172  |  |  |
| 9  | Italia (bandiera)   | P     | Sara Luna Iuliano    | 2001 | 168  |  |  |
| 10 | Italia (bandiera)   | A     | Essanc Lekre         | 2002 |      |  |  |
| 3  | Italia (bandiera)   | G     | Francesca Melchiori  | 1993 | 174  |  |  |
| 16 | Italia (bandiera)   | A     | Federica Parmesani   | 2003 | 180  |  |  |
| 17 | Italia (bandiera)   | P     | Norma Rizzi          | 1993 | 175  |  |  |
| 12 | Italia (bandiera)   | P     | Marta Scarsi         | 1995 | 182  |  |  |
| 6  | Italia (bandiera)   | A     | Cecilia Zagni        | 1995 | 180  |  |  |
| 23 | Lettonia (bandiera) | AP    | Laura Želnytė        | 1994 | 193  |  |  |

### Staff tecnico
| Allenatore:            | Giuliano Stibiel   |
| Assistente allenatore: | Giulia Gatti       |
| Preparatore atletico:  | Claudio Cardellino |
| Addetto arbitri:       | Luciano Denti      |
| Fisioterapista:        | Claudio Martelli   |
| Medico sociale:        | Walter Della Frera |